# Mike Gray
Pour les articles homonymes, voir Gray.
Mike Gray, né à Racine, Wisconsin, le 26 octobre 1935, et mort à Los Angeles le 30 avril 2013 , est un auteur, scénariste, directeur de la photographie, producteur et réalisateur de films américain.

## Biographie
Il est l'auteur du Syndrome chinois et de Drug Crazy. Ce dernier livre, paru en 1998, traite de l'inutilité de la lutte contre les drogues. L'ouvrage veut expliquer les origines de la situation actuelle : selon lui les prohibitionnistes feront leur possible pour maintenir une politique de prohibition de la marijuana, parce que si elle était légalisée, le nombre d'utilisateurs de drogues illégales tomberait tout de suite, et la lutte contre les drogues passerait du rang de croisade nationale à celui de simple amusement. Mike Gray a présenté son livre à la conférence NORML (National Organization for the Reform of Marijuana Laws) de 1998, où il s'est exprimé comme invité en même temps que Lester Grinspoon et plusieurs autres auteurs connus de travaux importants sur la réforme de la législation relative au cannabis.